# Huangtu (köpinghuvudort i Kina, Jiangsu Sheng, lat 31,87, long 120,04)
Huangtu är en köpinghuvudort i Kina. Den ligger i provinsen Jiangsu, i den östra delen av landet, omkring 120 kilometer öster om provinshuvudstaden Nanjing. Antalet invånare är 74 116. Befolkningen består av 35 388 kvinnor och 38 728 män. Barn under 15 år utgör 10,0 %, vuxna 15-64 år 79 %, och äldre över 65 år 9,0 %.
Runt Huangtu är det mycket tätbefolkat, med 2 103 invånare per kvadratkilometer. Närmaste större samhälle är Changzhou, 13,6 km sydväst om Huangtu. Trakten runt Huangtu består till största delen av jordbruksmark.
Genomsnittlig årsnederbörd är 1 390 millimeter. Den regnigaste månaden är juli, med i genomsnitt 250 mm nederbörd, och den torraste är januari, med 38 mm nederbörd.